# Казанчы (Зангеланский район)
Казанчы (азерб. Qazançı) — село в административно-территориальном округе Джанбар Зангеланского района Азербайджана. Является одним из самых горных сел Зангиланского района и граничит с городом Капан Армении.

## Топоним
В «Книге моего деда Коркута» фигурирует «хан Казан» — один из героических потомков Огуз-хана, «зять Баяндур-хана, счастье остальных огузов». Имя Казан-хана упоминается и в других источниках.

## История
В годы Российской империи село входило в состав Карягинского уезда Елизаветпольской губернии.
В ходе Первой карабахской войны, в 1993 году село было занято армянскими вооружёнными силами, и до 2020 года находилось под контролем непризнанной НКР.
В ходе Второй карабахской войны село было освобождено вооружёнными силами Азербайджана.
В ноябре 2021 года Азербайджан установил новый пост в селе Казанчы на границе с Арменией.